# マルボロカレッジ・マレーシア
マルボロカレッジ・マレーシア（Marlborough College Malaysia）マレーシア・ジョホール州にある英国式の学校。
この学校では、全寮制および全日制の学生を募集しています。2012年に設立され、英国の名門マールボロ・カレッジの姉妹校として、その教育理念を受け継いでいます。学校は、3歳から8歳の子供を対象としたプレプレップ・スクール（Pre-Prep School）、8歳から12歳までの生徒を対象とした寄宿生および全日制のプレップ・スクール（Prep School）、そして13歳から18歳までの全寮制および全日制の生徒を対象としたセノジョル・スクール（Senior School）の3つの学部に分かれています。
マルボロカレッジ・マレーシア2020年よりFOBISIA入会（アジア英国インターナショナルスクール連盟）。 

## 学校の学期
学校は 3 つの学期に分かれています。
- ミカエルマス学期、9月上旬から12月中旬まで
- 四旬節学期、1月中旬から3月下旬まで
- 夏学期、4月下旬から6月下旬または7月上旬まで[3]

## 学校ハウス
すべての学生はハウスに割り当てられます。毎学期、学校はハウス間でさまざまなコンテストを開催します。
プレップ・スクール・ハウス：
- Hunt
- Merlin
- Seymour
- Chichester

セノジョル・ボーイ・デイ・ハウス（男子高学生通学生寮）：
- Bickerton
- Thompson
- Sheppard

セノジョル・ボーイ・ボーディング・ハウス（男子高学年寄宿寮）：
- Munawir Hill
- Wills

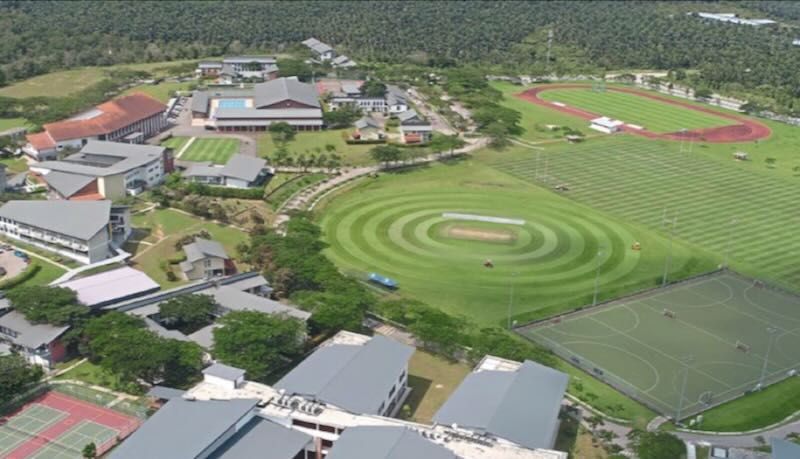
学校の航空写真

セノジョル・ガール・デイ・ハウス（女子高学年通学生寮）：
- Butler
- Morley
- Wallace

セノジョル・ガール・ボーディング・ハウス（女子高学年寄宿寮）：
- Steel
- Honan

## 学校のカリキュラム

### IGCSE
学生は、必須科目として英語、英国文学、数学、生物学、物理学、化学の6科目を学ぶ必要があります。さらに、中国語、フランス語、マレー語、スペイン語、ビジネス学、歴史、地理、経済学、宗教研究、美術とデザイン、コンピュータサイエンス、演劇、デザインと技術、音楽、体育、写真の中から4科目を選択する必要があります。

### IB
IBディプロマプログラムでは、生徒は5つのグループから1科目ずつ、さらにもう1科目を選択し、加えて「創造性・活動・奉仕（Creativity, Action, and Service）」「拡張論文（Extended Essay）」「知識論（Theory of Knowledge）」のコア部分を完了する必要があります。このプログラムでは、3科目を高レベル（Higher Level）で、残りの3科目を標準レベル（Standard Level）で履修することが求められます。
コースの終了時に、各科目には1から7のポイントが付与されます。7が最高点で、1が最低点です。また、コア部分での成績に基づき、最大3点の追加ポイントが授与されます。これにより、最終的な最高得点は45ポイントとなります。